# 佩列赫列斯季亞 (維諾吉拉季夫區)
48°8′14″N 22°50′13″E / 48.13722°N 22.83694°E
佩列赫列斯季亞（烏克蘭語：Перехрестя），是烏克蘭西部的村莊，隸屬外喀爾巴阡州的貝雷霍韋區。該村始建於1200年，面積3.99平方公里，海拔高度118米，2001年人口927，人口密度每平方公里230人。